# Baraminologia
Baraminologia é um sistema de taxonomia criacionista que classifica as espécies em grupos chamados "baramins" considerando o relato de  Gênesis e outras partes da Bíblia. Seus proponentes defendem uma evolução com limitações entre os tipos, quer seriam galhos dos quais se ramificariam as últimas folhas.